# Sara Anzanello
Sara Anzanello (San Donà di Piave, 30 de Julho de 1980 – Milão, 25 de Outubro de 2018) foi uma jogadora de voleibol italiana, que atuava como Central.

## Clubes
- 1995-1998 - Volley Latisana
- 1998-1999 - Club Italia
- 1999-2001 - AGIL Trecate
- 2001-2009 - Asystel Novara
- 2009-2011 - GSO Villa Cortese
- 2011-2013 - Azərreyl Baku

## Conquistas
Por clubes, Sara conquistou três Copas da Itália.
Com a Seleção Italiana, Sara ajudou a equipe a conquistar Mundial de 2002, duas pratas no Grand Prix (2004 e 2005), outra prata no Campeonato Europeu, em 2005, e duas Copas do Mundo, em 2007 e 2011, quando se aposentou da seleção, onde fez 278 partidas.

## Doença e Morte
Em 2013, Anzanello precisou de um transplante de fígado depois de contrair uma forma grave de hepatite no Azerbaijão. Ela se recuperou e voltou para o campo de jogo. No entanto, em meados de 2017, ela foi diagnosticada com leucemia. Ela morreu um ano depois, em outubro de 2018, aos 38 anos.

### Individuais
- Grand Prix de Voleibol de 2006 - Melhor Bloqueadora
- Campeonato Italiano de 2010 - Melhor Bloqueadora